# Domingos Paciência
Domingos José Paciência de Oliveira (Leça da Palmeira, 2 gennaio 1969) è un allenatore di calcio ed ex calciatore portoghese.

## Carriera

### Giocatore

#### Club
Ha trascorso la maggior parte della sua carriera calcistica nelle file del Porto, con il quale ha esordito nella prima divisione portoghese nel 1987. Fu capocannoniere nel 1995-1996 con 25 reti, e in 10 anni vinse per sette volte il titolo nazionale.
Nel 1997 approdò nelle Canarie presso il Tenerife, dove, nonostante 50 presenze e 6 reti, non riuscì a ripetersi ai livelli espressi in Portogallo; così due anni dopo fece ritorno al club d'origine, il Porto nel quale chiuse la sua carriera nel 2001.

#### Nazionale
Con la Nazionale portoghese vanta 34 presenze e 9 reti. Ha partecipato all'Europeo 1996, segnando un gol contro la Croazia.

### Allenatore
Nel 2005 intraprende l'attività di allenatore della squadra riserve del Porto. Tenta poi le esperienze sulle panchine di União Leiria e Académica Coimbra, ma è nello Sporting Braga che Paciencia ottiene i maggiori successi: il 18 maggio 2011 raggiunge, infatti, contro ogni pronostico, la finale di Europa League proprio contro la sua squadra del passato, il Porto, allenato da André Villas Boas, dove la sua squadra viene sconfitta grazie a una rete di Radamel Falcao.
Per la stagione 2011-2012 viene ingaggiato dallo Sporting Lisbona in sostituzione di José Couceiro. Il 13 febbraio 2012 viene esonerato a seguito degli scarsi risultati ottenuti.
Il 30 dicembre seguente viene ingaggiato dal Deportivo La Coruña con un contratto valido fino al termine della stagione. La squadra spagnola si trova all'ultimo posto della classifica con 12 punti. Si dimette il 10 febbraio 2013, senza riuscire a risollevare le sorti del club galiziano.
il 17 gennaio 2014 viene ingaggiato dal Kayserispor, formazione militante nella massima serie turca. Dopo aver ottenuto una sola vittoria in sette partite, il 17 marzo viene esonerato.
Il 22 maggio successivo rimpiazza nuovamente José Couceiro, questa volta alla guida del Vitoria Setubal, venendo sollevato dall'incarico il 19 gennaio 2015.
Il 21 maggio 2015 viene nominato nuovo tecnico dell'APOEL Nicosia. Tuttavia, complice la sconfitta in Supercoppa e il mancato raggiungimento della fase a gironi di Champions League, il club cipriota interrompe anticipatamente il contratto, rimpiazzandolo con Temuri Ketsbaia.

## Statistiche

### Presenze e reti nei club
| Stagione        | Squadra         | Campionato      | Campionato | Campionato | Coppe nazionali | Coppe nazionali | Coppe nazionali | Coppe continentali | Coppe continentali | Coppe continentali | Altre coppe | Altre coppe | Altre coppe | Totale | Totale |
| Stagione        | Squadra         | Comp            | Pres       | Reti       | Comp            | Pres            | Reti            | Comp               | Pres               | Reti               | Comp        | Pres        | Reti        | Pres   | Reti   |
| --------------- | --------------- | --------------- | ---------- | ---------- | --------------- | --------------- | --------------- | ------------------ | ------------------ | ------------------ | ----------- | ----------- | ----------- | ------ | ------ |
| 1987-1988       | Porto           | PD              | 8          | 1          | CP              | 4               | 0               | CC                 | 0                  | 0                  | SU+CI       | -           | -           | 12     | 1      |
| 1988-1989       | Porto           | PD              | 26         | 5          | CP              | 4               | 0               | CC                 | 1                  | 1                  | SP          | 2           | 0           | 33     | 6      |
| 1989-1990       | Porto           | PD              | 13         | 1          | CP              | 2               | 0               | CU                 | 6                  | 0                  | -           | -           | -           | 21     | 1      |
| 1990-1991       | Porto           | PD              | 34         | 24         | CP              | 6               | 5               | CC                 | 4                  | 2                  | SP          | 0           | 0           | 44     | 31     |
| 1991-1992       | Porto           | PD              | 24         | 4          | CP              | 6               | 2               | CdC                | 2                  | 0                  | SP          | 3           | 0           | 35     | 6      |
| 1992-1993       | Porto           | PD              | 30         | 9          | CP              | 3               | 0               | UCL                | 9                  | 2                  | SP          | 2           | 0           | 44     | 11     |
| 1993-1994       | Porto           | PD              | 20         | 6          | CP              | 4               | 3               | UCL                | 8                  | 3                  | SP          | 1           | 1           | 33     | 13     |
| 1994-1995       | Porto           | PD              | 32         | 19         | CP              | 3               | 3               | CdC                | 6                  | 3                  | SP          | 2           | 1           | 43     | 26     |
| 1995-1996       | Porto           | PD              | 29         | 25         | CP              | 9               | 4               | UCL                | 6                  | 0                  | SP          | 3           | 2           | 47     | 31     |
| 1996-1997       | Porto           | PD              | 16         | 2          | CP              | 2               | 2               | UCL                | 0                  | 0                  | SP          | 1           | 1           | 19     | 5      |
| 1997-1998       | Tenerife        | PD              | 31         | 5          | CR              | 1               | 0               | -                  | -                  | -                  | -           | -           | -           | 32     | 5      |
| 1998-1999       | Tenerife        | PD              | 19         | 1          | CR              | 0               | 0               | -                  | -                  | -                  | -           | -           | -           | 19     | 1      |
| Totale Tenerife | Totale Tenerife | Totale Tenerife | 50         | 6          |                 | 1               | 0               |                    | -                  | -                  |             | -           | -           | 51     | 6      |
| 1999-2000       | Porto           | PL              | 21         | 6          | CP              | 3               | 1               | UCL                | 7                  | 0                  | SP          | 2           | 1           | 33     | 8      |
| 2000-2001       | Porto           | PL              | 10         | 3          | CP              | 2               | 0               | CU                 | 3                  | 0                  | SP          | 1           | 0           | 16     | 3      |
| Totale Porto    | Totale Porto    | Totale Porto    | 263        | 105        |                 | 48              | 20              |                    | 52                 | 11                 |             | 17          | 6           | 380    | 142    |
| Totale carriera | Totale carriera | Totale carriera | 313        | 111        |                 | 49              | 20              |                    | 52                 | 11                 |             | 17          | 6           | 431    | 148    |

### Cronologia presenze e reti in Nazionale
| Cronologia completa delle presenze e delle reti in nazionale ― Portogallo | Cronologia completa delle presenze e delle reti in nazionale ― Portogallo | Cronologia completa delle presenze e delle reti in nazionale ― Portogallo | Cronologia completa delle presenze e delle reti in nazionale ― Portogallo | Cronologia completa delle presenze e delle reti in nazionale ― Portogallo | Cronologia completa delle presenze e delle reti in nazionale ― Portogallo | Cronologia completa delle presenze e delle reti in nazionale ― Portogallo | Cronologia completa delle presenze e delle reti in nazionale ― Portogallo |
| Data                                                                      | Città                                                                     | In casa                                                                   | Risultato                                                                 | Ospiti                                                                    | Competizione                                                              | Reti                                                                      | Note                                                                      |
| ------------------------------------------------------------------------- | ------------------------------------------------------------------------- | ------------------------------------------------------------------------- | ------------------------------------------------------------------------- | ------------------------------------------------------------------------- | ------------------------------------------------------------------------- | ------------------------------------------------------------------------- | ------------------------------------------------------------------------- |
| 29-3-1989                                                                 | Lisbona                                                                   | Portogallo                                                                | 6 – 0                                                                     | Angola                                                                    | Amichevole                                                                | -                                                                         | 76’                                                                       |
| 19-12-1990                                                                | Maia                                                                      | Portogallo                                                                | 1 – 0                                                                     | Stati Uniti                                                               | Amichevole                                                                | 1                                                                         | 32’ 67’                                                                   |
| 4-9-1991                                                                  | Porto                                                                     | Portogallo                                                                | 1 – 1                                                                     | Austria                                                                   | Amichevole                                                                | -                                                                         | 46’                                                                       |
| 12-2-1992                                                                 | Faro                                                                      | Portogallo                                                                | 2 – 0                                                                     | Paesi Bassi                                                               | Amichevole                                                                | -                                                                         | 60’                                                                       |
| 31-5-1992                                                                 | New Haven                                                                 | Italia                                                                    | 0 – 0                                                                     | Portogallo                                                                | U.S. Cup                                                                  | -                                                                         | 82’                                                                       |
| 3-6-1992                                                                  | Chicago                                                                   | Stati Uniti                                                               | 0 – 1                                                                     | Portogallo                                                                | U.S. Cup                                                                  | -                                                                         | 77’                                                                       |
| 7-6-1992                                                                  | Foxborough                                                                | Portogallo                                                                | 0 – 2                                                                     | Irlanda                                                                   | U.S. Cup                                                                  | -                                                                         | 46’                                                                       |
| 14-10-1992                                                                | Glasgow                                                                   | Scozia                                                                    | 0 – 0                                                                     | Portogallo                                                                | Qual. Mondiali 1994                                                       | -                                                                         |                                                                           |
| 24-1-1993                                                                 | Ta' Qali                                                                  | Malta                                                                     | 0 – 1                                                                     | Portogallo                                                                | Qual. Mondiali 1994                                                       | -                                                                         |                                                                           |
| 10-2-1993                                                                 | Faro                                                                      | Portogallo                                                                | 1 – 1                                                                     | Norvegia                                                                  | Amichevole                                                                | -                                                                         | 62’                                                                       |
| 24-2-1993                                                                 | Porto                                                                     | Portogallo                                                                | 1 – 3                                                                     | Italia                                                                    | Qual. Mondiali 1994                                                       | -                                                                         | 46’                                                                       |
| 28-4-1993                                                                 | Lisbona                                                                   | Portogallo                                                                | 5 – 0                                                                     | Scozia                                                                    | Qual. Mondiali 1994                                                       | -                                                                         | 80’                                                                       |
| 19-6-1993                                                                 | Porto                                                                     | Portogallo                                                                | 4 – 0                                                                     | Malta                                                                     | Qual. Mondiali 1994                                                       | -                                                                         | 46’                                                                       |
| 17-11-1993                                                                | Milano                                                                    | Italia                                                                    | 1 – 0                                                                     | Portogallo                                                                | Qual. Mondiali 1994                                                       | -                                                                         | 76’                                                                       |
| 19-1-1994                                                                 | Vigo                                                                      | Spagna                                                                    | 2 – 2                                                                     | Portogallo                                                                | Amichevole                                                                | -                                                                         | 56’ 59’                                                                   |
| 7-9-1994                                                                  | Belfast                                                                   | Irlanda del Nord                                                          | 1 – 2                                                                     | Portogallo                                                                | Qual. Euro 1996                                                           | 1                                                                         | 80’                                                                       |
| 9-10-1994                                                                 | Riga                                                                      | Lettonia                                                                  | 1 – 3                                                                     | Portogallo                                                                | Qual. Euro 1996                                                           | -                                                                         |                                                                           |
| 13-11-1994                                                                | Lisbona                                                                   | Portogallo                                                                | 1 – 0                                                                     | Austria                                                                   | Qual. Euro 1996                                                           | -                                                                         | 84’                                                                       |
| 18-12-1994                                                                | Lisbona                                                                   | Portogallo                                                                | 8 – 0                                                                     | Liechtenstein                                                             | Qual. Euro 1996                                                           | 2                                                                         |                                                                           |
| 22-2-1995                                                                 | Eindhoven                                                                 | Paesi Bassi                                                               | 0 – 1                                                                     | Portogallo                                                                | Amichevole                                                                | -                                                                         | 74’                                                                       |
| 26-4-1995                                                                 | Dublino                                                                   | Irlanda                                                                   | 1 – 0                                                                     | Portogallo                                                                | Qual. Euro 1996                                                           | -                                                                         |                                                                           |
| 3-6-1995                                                                  | Porto                                                                     | Portogallo                                                                | 3 – 2                                                                     | Lettonia                                                                  | Qual. Euro 1996                                                           | 1                                                                         |                                                                           |
| 15-8-1995                                                                 | Vaduz                                                                     | Liechtenstein                                                             | 0 – 7                                                                     | Portogallo                                                                | Qual. Euro 1996                                                           | 1                                                                         |                                                                           |
| 3-9-1995                                                                  | Lisbona                                                                   | Portogallo                                                                | 1 – 1                                                                     | Irlanda del Nord                                                          | Qual. Euro 1996                                                           | 1                                                                         |                                                                           |
| 11-10-1995                                                                | Vienna                                                                    | Austria                                                                   | 1 – 1                                                                     | Portogallo                                                                | Qual. Euro 1996                                                           | -                                                                         | 71’                                                                       |
| 15-11-1995                                                                | Lisbona                                                                   | Portogallo                                                                | 3 – 0                                                                     | Irlanda                                                                   | Qual. Euro 1996                                                           | -                                                                         | 67’                                                                       |
| 27-3-1996                                                                 | Lisbona                                                                   | Portogallo                                                                | 1 – 0                                                                     | Grecia                                                                    | Amichevole                                                                | -                                                                         | 72’                                                                       |
| 9-6-1996                                                                  | Sheffield                                                                 | Danimarca                                                                 | 1 – 1                                                                     | Portogallo                                                                | Euro 1996 - 1º turno                                                      | -                                                                         | 62’                                                                       |
| 19-6-1996                                                                 | Nottingham                                                                | Croazia                                                                   | 0 – 3                                                                     | Portogallo                                                                | Euro 1996 - 1º turno                                                      | 1                                                                         | 46’                                                                       |
| 23-6-1996                                                                 | Birmingham                                                                | Rep. Ceca                                                                 | 1 – 0                                                                     | Portogallo                                                                | Euro 1996 - Quarti di finale                                              | -                                                                         | 46’                                                                       |
| 22-1-1997                                                                 | Braga                                                                     | Portogallo                                                                | 0 – 2                                                                     | Francia                                                                   | Amichevole                                                                | -                                                                         | 21’                                                                       |
| 7-6-1997                                                                  | Porto                                                                     | Portogallo                                                                | 2 – 0                                                                     | Albania                                                                   | Qual. Mondiali 1998                                                       | -                                                                         | 19’                                                                       |
| 20-8-1997                                                                 | Setúbal                                                                   | Portogallo                                                                | 3 – 1                                                                     | Armenia                                                                   | Qual. Mondiali 1998                                                       | 1                                                                         | 78’                                                                       |
| 19-8-1998                                                                 | Ponta Delgada                                                             | Portogallo                                                                | 2 – 1                                                                     | Mozambico                                                                 | Amichevole                                                                | -                                                                         | 46’                                                                       |
| Totale                                                                    |                                                                           | Presenze                                                                  | 34                                                                        |                                                                           | Reti                                                                      | 9                                                                         |                                                                           |

### Statistiche da allenatore
Statistiche aggiornate al 12 febbraio 2018.
| Stagione            | Squadra             | Campionato        | Campionato | Campionato | Campionato | Campionato | Coppe nazionali | Coppe nazionali | Coppe nazionali | Coppe nazionali | Coppe nazionali | Coppe continentali | Coppe continentali | Coppe continentali | Coppe continentali | Coppe continentali | Altre coppe | Altre coppe | Altre coppe | Altre coppe | Altre coppe | Totale | Totale | Totale | Totale | % Vittorie | Piazzamento |
| Stagione            | Squadra             | Comp              | G          | V          | N          | P          | Comp            | G               | V               | N               | P               | Comp               | G                  | V                  | N                  | P                  | Comp        | G           | V           | N           | P           | G      | V      | N      | P      | %          | Piazzamento |
| ------------------- | ------------------- | ----------------- | ---------- | ---------- | ---------- | ---------- | --------------- | --------------- | --------------- | --------------- | --------------- | ------------------ | ------------------ | ------------------ | ------------------ | ------------------ | ----------- | ----------- | ----------- | ----------- | ----------- | ------ | ------ | ------ | ------ | ---------- | ----------- |
| 2006-mar. 2007      | União Leiria        | PL                | 22         | 8          | 6          | 8          | CP              | 2               | 1               | 0               | 1               | -                  | -                  | -                  | -                  | -                  | -           | -           | -           | -           | -           | 24     | 9      | 6      | 9      | 37,50      | Eson        |
| 2007-2008           | Académica           | PL                | 27         | 6          | 13         | 8          | CP+CdL          | 1+1             | 0+0             | 0+0             | 1+1             | -                  | -                  | -                  | -                  | -                  | -           | -           | -           | -           | -           | 29     | 6      | 13     | 10     | 20,69      | Sub, 11°    |
| 2008-2009           | Académica           | PL                | 30         | 10         | 9          | 11         | CP+CdL          | 2+5             | 1+2             | 0+2             | 1+1             | -                  | -                  | -                  | -                  | -                  | -           | -           | -           | -           | -           | 37     | 13     | 11     | 13     | 35,14      | 7°          |
| Totale Academica    | Totale Academica    | Totale Academica  | 57         | 16         | 22         | 19         |                 | 9               | 3               | 2               | 4               |                    | -                  | -                  | -                  | -                  |             | -           | -           | -           | -           | 66     | 19     | 24     | 23     | 28,79      |             |
| 2009-2010           | Braga               | PL                | 30         | 22         | 5          | 3          | CP+CdL          | 4+3             | 3+1             | 1+0             | 0+2             | UEL                | 2                  | 0                  | 0                  | 2                  | -           | -           | -           | -           | -           | 39     | 26     | 6      | 7      | 66,67      | 2°          |
| 2010-2011           | Braga               | PL                | 30         | 13         | 7          | 10         | CP+CdL          | 2+3             | 1+2             | 0+0             | 1+1             | UCL+UEL            | 10+9               | 6+3                | 0+3                | 4+3                | -           | -           | -           | -           | -           | 54     | 25     | 10     | 19     | 46,30      | 4°          |
| Totale Braga        | Totale Braga        | Totale Braga      | 60         | 35         | 12         | 13         |                 | 12              | 7               | 1               | 4               |                    | 21                 | 9                  | 3                  | 9                  |             | -           | -           | -           | -           | 93     | 51     | 16     | 26     | 54,84      |             |
| 2011-feb. 2012      | Sporting Lisbona    | PL                | 18         | 9          | 5          | 4          | CP+CdL          | 6+3             | 5+0             | 1+2             | 0+1             | UEL                | 8                  | 5                  | 1                  | 2                  | -           | -           | -           | -           | -           | 35     | 19     | 9      | 7      | 54,29      | Eson        |
| dic. 2012-feb. 2013 | Deportivo La Coruña | PD                | 5          | 1          | 1          | 3          | CR              | 1               | 0               | 1               | 0               | -                  | -                  | -                  | -                  | -                  | -           | -           | -           | -           | -           | 6      | 1      | 2      | 3      | 16,67      | Sub, Dim    |
| gen.-mar. 2014      | Kayserispor         | SL                | 7          | 1          | 1          | 5          | TK              | 0               | 0               | 0               | 0               | -                  | -                  | -                  | -                  | -                  | -           | -           | -           | -           | -           | 7      | 1      | 1      | 5      | 14,29      | Sub, Eson   |
| 2014-gen. 2015      | Vitória Setúbal     | PL                | 17         | 4          | 2          | 11         | CP+CdL          | 2+1             | 1+0             | 0+1             | 1+0             | -                  | -                  | -                  | -                  | -                  | -           | -           | -           | -           | -           | 20     | 5      | 3      | 12     | 25,00      | Eson        |
| lug.-ago. 2015      | APOEL               | A                 | 1          | 1          | 0          | 0          | CC              | 0               | 0               | 0               | 0               | UCL                | 6                  | 1                  | 3                  | 2                  | SC          | 1           | 0           | 1           | 0           | 8      | 2      | 4      | 2      | 25,00      | Eson        |
| apr.-mag. 2017      | Belenenses          | PL                | 5          | 1          | 1          | 3          | CP+CdL          | 0+0             | 0+0             | 0+0             | 0+0             | -                  | -                  | -                  | -                  | -                  | -           | -           | -           | -           | -           | 5      | 1      | 1      | 3      | 20,00      | Sub, 14°    |
| 2017-gen. 2018      | Belenenses          | PL                | 18         | 5          | 4          | 9          | CP+CdL          | 1+4             | 0+0             | 0+3             | 1+1             | -                  | -                  | -                  | -                  | -                  | -           | -           | -           | -           | -           | 23     | 5      | 7      | 11     | 21,74      | Eson        |
| Totale Belenenses   | Totale Belenenses   | Totale Belenenses | 23         | 6          | 5          | 12         |                 | 5               | 0               | 3               | 2               |                    | -                  | -                  | -                  | -                  |             | -           | -           | -           | -           | 28     | 6      | 8      | 14     | 21,43      |             |
| Totale carriera     | Totale carriera     | Totale carriera   | 210        | 81         | 54         | 75         |                 | 41              | 17              | 11              | 13              |                    | 35                 | 15                 | 7                  | 13                 |             | 1           | 0           | 1           | 0           | 287    | 113    | 73     | 101    | 39,37      |             |

## Palmarès

### Giocatore

#### Club

##### Competizioni nazionali
- Campionato portoghese: 7

Porto: 1987-1988, 1989-1990, 1991-1992, 1992-1993, 1994-1995, 1995-1996, 1996-1997
- Coppa di Portogallo: 5

Porto: 1987-1988, 1990-1991, 1993-1994, 1999-2000, 2000-2001
- Supercoppa di Portogallo: 6

Porto: 1990, 1991, 1993, 1994, 1996, 1999

##### Competizioni internazionali
- Coppa Intercontinentale: 1

Porto: 1987
- Supercoppa UEFA: 1

Porto: 1987

#### Individuale
- Calciatore portoghese dell'anno: 1

1990
- Capocannoniere della Coppa di Portogallo: 1

1994-1995 (4 gol)